# Biblioteca Piloni
La Biblioteca Piloni (nota in alcune fonti francesi come Bibliothèque Pillone e anglosassoni come Pillone Library) è una raccolta di libri antichi del XV e del XVI secolo, costituita dalla famiglia bellunese Piloni a Valle di Cadore, poi trasferita a Belluno e, infine, conservata nella villa Piloni di Casteldardo, frazione di Borgo Valbelluna.

## Storia
Questa raccolta di volumi, per lo più in folio, rappresenta una biblioteca unica e particolare anche per l'epoca nella quale venne a formarsi, perché almeno 170 di questi libri furono dipinti sui tagli da Cesare Vecellio (secondo cugino di Tiziano) o da lui disegnati a penna sui piatti. Le figure rappresentate dal Vecellio, per lo più gli autori stessi dei volumi, ma anche paesaggi, animali, simboli, carte geografiche e città, dovevano colpire l'occhio del visitatore, perché i volumi erano collocati sugli scaffali con il taglio centrale in vista, fornendo l'effetto cromatico per lo spettatore di essere quasi di fronte a una galleria di quadri, più che a una libreria. Altra caratteristica che la caratterizza è la conservazione delle legature originali dei libri.
La biblioteca fu venduta nel 1877 prima al bibliofilo inglese Thomas Brooke, poi nel 1957 al libraio francese Pierre Berés e, da allora, in ripetute aste pubbliche i volumi furono così dispersi in molteplici biblioteche pubbliche (cinque volumi sono conservati presso la Biblioteca civica di Belluno - BCB) e private nel mondo.